# Producers Distributing Corporation
La Producers Distributing Corporation (PDC) era una casa di distribuzione cinematografica indipendente costituita nel 1924 e sciolta nel 1927.

## Storia
Fu fondata da Jeremiah Millbank che aveva comperato una delle società di distribuzione di William Wadsworth Hodkinson, uno dei pionieri del cinema, fondatore nel 1912 della Paramount (allora solo casa di distribuzione).
Alla fine del 1924, Hodkinson vendette una delle sue compagnie allora in difficoltà a Millbank, un ricco finanziere, estremamente religioso e politicamente conservatore. Millbank collaborò con Cecil B. DeMille e ribattezzò la nuova compagnia Producers Distributing Corporation. Parte dei suoi investimenti servirono anche all'acquisto degli ex studi di Culver City di Thomas H. Ince.
Nel 1927, la Pathe Exchange e la Producers Distributing Corporation si fusero sotto il controllo della catena di teatri Keith-Albee-Orpheum. All'inizio del 1928, Joseph P. Kennedy fuse la Film Booking Offices of America (FBO) e la KAO, in parte per promuovere il nuovo sistema sound-on-film RCA Photophone, creando in questo modo la RKO Radio Pictures.

## Filmografia
- Legend of Hollywood, regia di Renaud Hoffman (1924)
- The Wise Virgin, regia di Lloyd Ingraham (1924)
- Reckless Romance, regia di Scott Sidney (1924)
- Let Women Alone, regia di Paul Powell (1925)
- Beauty and the Bad Man, regia di William Worthington (1925)
- The People vs. Nancy Preston, regia di Tom Forman (1925)
- Quinta Strada (Fifth Avenue), regia di Robert G. Vignola (1926)
- Made for Love, regia di Paul Sloane (1926)
- Gigolo, regia di William K. Howard (1926)
- Risky Business, regia di Alan Hale (1926)
- La mia vedova (Nobody's Widow), regia Donald Crisp (1927)
- Getting Gertie's Garter, regia di E. Mason Hopper (1927)
- Il veliero trionfante (The Yankee Clipper), regia di Rupert Julian (1927)
- Turkish Delight, regia di Paul Sloane (1927)

## Galleria d'immagini

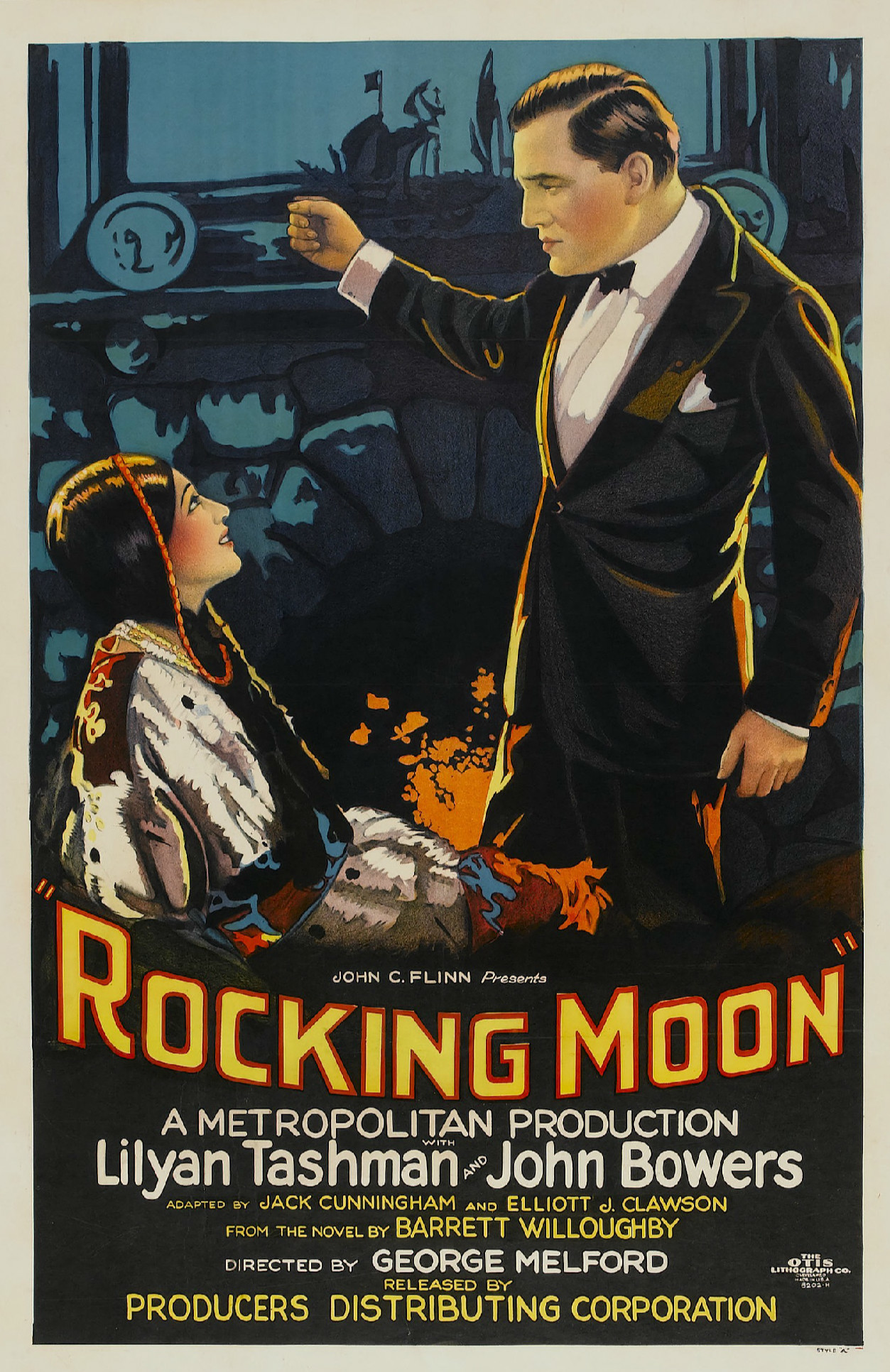
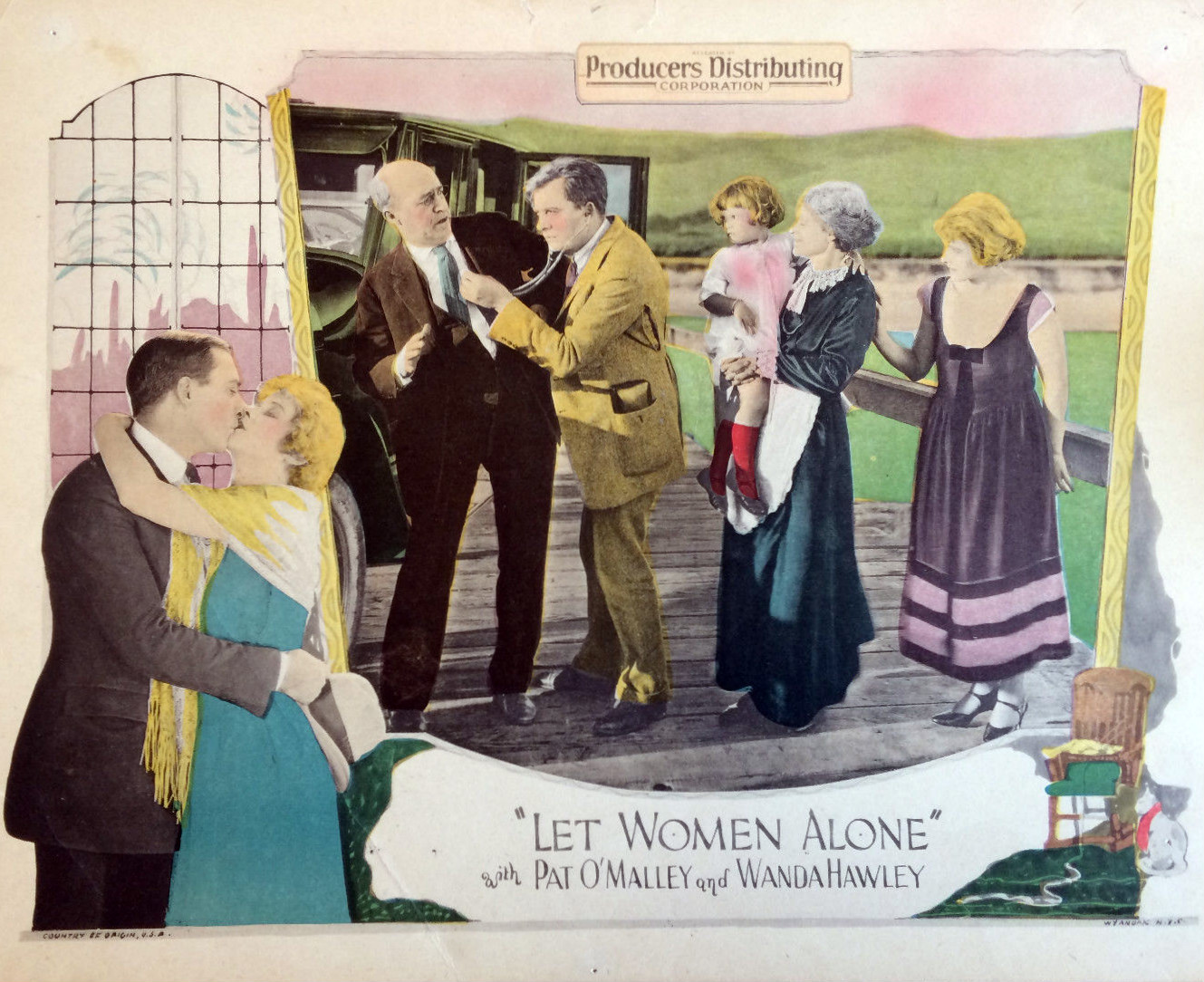
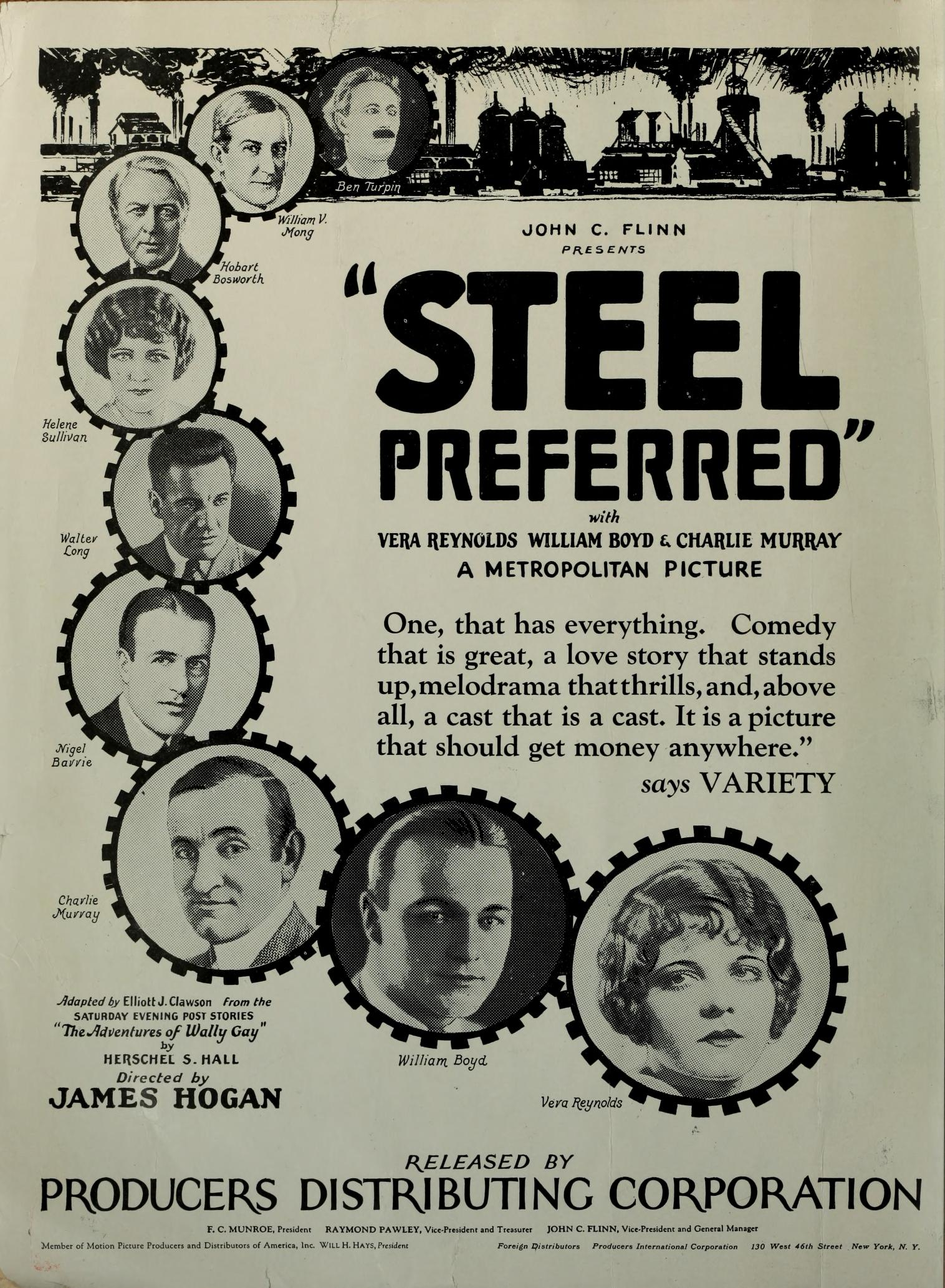